# 1145 Robelmonte
1145 Robelmonte è un asteroide della fascia principale. Scoperto nel 1929, presenta un'orbita caratterizzata da un semiasse maggiore pari a 2,423591 UA e da un'eccentricità di 0,119613, inclinata di 6,207951° rispetto all'eclittica. Ha un diametro di 24,029 km, un periodo di rotazione di 8,002 ore e un'albedo di 0,128.
Fa parte della famiglia di asteroidi Vesta.
Il suo nome è un omaggio alla città di Robelmont, in Belgio.